# Coulours
Coulours település Franciaországban, Yonne megyében. Lakosainak száma 140 fő (2022. január 1.). Coulours Rigny-le-Ferron, Arces-Dilo, Cérilly, Flacy, Fournaudin, Les Sièges és Vaudeurs községekkel határos.

## Népesség
A település népességének változása:
| Lakosok száma | 145  | 138  | 139  | 133  | 131  | 129  | 133  | 136  | 140  |
|               | 2013 | 2015 | 2016 | 2017 | 2018 | 2019 | 2020 | 2021 | 2022 |